# David Ochoa
David Ochoa Ramírez (Oxnard, California, 16 de enero de 2001) es futbolista estadounidense-mexicano que se desempeña en la posición de portero que juega para Los Angeles Football Club.

## Trayectoria

### Real Monarchs
Debutó con los Real Monarchs el 22 de abril de 2018, en una derrota 2-0 ante los Tampa Bay Rowdies, convirtiéndose en el segundo portero más joven en jugar en la USL Championship.
El 8 de agosto de 2018, se informó que Ochoa estaba entrenando con el Manchester United y tenía previstas más pruebas con clubes de España y Alemania.

### Real Salt Lake
Ochoa firmó con el Real Salt Lake el 28 de noviembre de 2018, antes de la temporada 2019. Fue cedido a los Real Monarchs por su primera temporada y ganó el Campeonato de la USL, derrotando al Louisville City el 17 de noviembre de 2019.
Hizo su debut en el Real Salt Lake el 8 de noviembre de 2020 contra el Sporting Kansas City.
Ochoa fue multado por patear el balón a las gradas durante un partido del 24 de abril de 2021 contra Minnesota United. Logró su primera portería imbatida en la Major League Soccer el 15 de mayo de 2021 contra el Nashville.

### DC United
El 29 de julio de 2022 se hizo oficial su llegada al D.C. United.

## Selección nacional
Ochoa es elegible para jugar por Estados Unidos o México. Originalmente convocado para los menores de 16 años de México, Ochoa en cambio optó por jugar para los Estados Unidos en múltiples niveles juveniles.
Ochoa tiene un límite en los niveles de menores de 16, 18 y 20 para los EE. UU. Y también ha sido miembro del programa de residencia para menores de 17 años. El 25 de agosto de 2018, Ochoa hizo múltiples paradas de penalti en la final del Torneo Václav Ježek de 2018 para ayudar a los menores de 18 años de los EE. UU. a ganar el torneo.
El 1 de diciembre de 2020, Ochoa fue llamado a la selección absoluta de los Estados Unidos por el entrenador en jefe Gregg Berhalter para el amistoso contra El Salvador el 9 de diciembre, pero fue reemplazado por el portero de los San Jose Earthquakes JT Marcinkowski después de que a Ochoa le diagnosticaran una distensión en el cuádriceps derecho.
Ochoa fue incluido en la lista final de 20 jugadores sub-23 de Estados Unidos para el Preolímpico de Concacaf de 2020 en marzo de 2021. Ochoa inició tres juegos para el equipo sub-23 durante la clasificación olímpica. Estados Unidos no se clasificó para los Juegos Olímpicos de 2020 después de perder 1-2 ante Honduras; Honduras anotó su segundo gol luego de que Ochoa jugara un pase errante que rebotó en Luis Palma y entró en la portería de Estados Unidos. Ochoa fue miembro de la selección nacional de los Estados Unidos que ganó la edición inaugural de la Liga de Naciones de la Concacaf.
El 2 de agosto de 2021, Fox Sports informó que Ochoa había presentado un one-time switch (cambio único) con la FIFA para hacer un movimiento completo a la selección nacional mexicana.

### Separación
Se encontraba separado  por indisciplina desde abril de 2023.

## Estadísticas
Actualizado al último partido jugado el 2 de abril de 2023.
| Real Monarchs Estados Unidos                     | 2.ª           | 2018          | 1  | 0 | ― | ― | ― | ― | 1  | 0 |
| Real Monarchs Estados Unidos                     | 2.ª           | 2019          | 20 |   | ― | ― | ― | ― | 20 | 0 |
| Real Monarchs Estados Unidos                     | 2.ª           | 2020          | 5  | 0 | ― | ― | ― | ― | 5  | 0 |
| Real Monarchs Estados Unidos                     | 2.ª           | 2022          | 2  | 0 | ― | ― | ― | ― | 2  | 0 |
| Real Monarchs Estados Unidos                     | Total club    | Total club    | 28 | 0 | 0 | 0 | 0 | 0 | 28 | 0 |
| Real Salt Lake Estados Unidos                    | 1.ª           | 2020          | 1  | 0 | ― | ― | ― | ― | 1  | 0 |
| Real Salt Lake Estados Unidos                    | 1.ª           | 2021          | 28 | 0 | ― | ― | ― | ― | 28 | 0 |
| Real Salt Lake Estados Unidos                    | 1.ª           | 2022          | 0  | 0 | 1 | 0 | ― | ― | 1  | 0 |
| Real Salt Lake Estados Unidos                    | Total club    | Total club    | 29 | 0 | 1 | 0 | 0 | 0 | 30 | 0 |
| D.C. United Estados Unidos                       | 1.ª           | 2022          | 9  | 0 | ― | ― | ― | ― | 9  | 0 |
| D.C. United Estados Unidos                       | Total club    | Total club    | 9  | 0 | 0 | 0 | 0 | 0 | 9  | 0 |
| C. A. San Luis · México                          | 1.ª           | 2023          | 1  | 0 | ― | ― | ― | ― | 1  | 0 |
| C. A. San Luis · México                          | Total club    | Total club    | 1  | 0 | 0 | 0 | 0 | 0 | 1  | 0 |
| Total carrera                                    | Total carrera | Total carrera | 67 | 0 | 1 | 0 | 0 | 0 | 68 | 0 |
| (1)Incluye datos de la Lamar Hunt U.S. Open Cup. |               |               |    |   |   |   |   |   |    |   |